# التهاب السحايا العقيم المحدث بالأدوية
التهاب السحايا العقيم المحدث بالأدوية (بالإنجليزية: Drug-induced aseptic meningitis)‏ هو نوع من التهاب السحايا العقيم الذي يعود سببه لتعاطي نوع معين من الأدوية.

## أمثلة على الأدوية
- مضادات الالتهاب اللاستيرويدية
- أموكسيسيلين
- آزاثيوبرين
- ميثوتركسيت
- غلوبولين مناعي وريدي
- آيزونيازيد
- ألوبيورينول
- لاموتريجين
- رانيتيدين[2]
- سلفاميثوكسازول[3]